# Eschweilera integricalyx
Eschweilera integricalyx là một loài thực vật linhin thuộc họ Lecythidaceae.
Loài này chỉ có ở Colombia.